# Pangolin à petites écailles
Phataginus tricuspis
Espèce
Statut de conservation UICN

 EN 2019 : En danger
Statut CITES
Répartition géographique
Pangolin à petites écailles ou Pangolin à écailles tricuspides (Phataginus tricuspis) est un mammifère couvert d’écailles kératineuses de la famille des Manidae. C’est un petit pangolin avec un poids au plus de 3 kg et une longueur totale de 1 m. L’espèce est nocturne et semi-arboricole, vivant au sol et dans les arbres. Il chasse la nuit les fourmis qu’il capture avec sa longue langue gluante.
Il est largement distribué dans les forêts tropicales humides et les plantations commerciales d’Afrique de l'Ouest et d’Afrique centrale.
Il a été catégorisé comme une « espèce en danger » sur la Liste rouge des espèces menacées de l’IUCN. Les principales menaces pesant sur lui sont la destruction ou l’altération de l’habitat et la surexploitation locale ou internationale. À une chasse locale, non soutenable pour la viande brousse est venue s’ajouter un trafic international mené par des organisations criminelles, pour alimenter la demande chinoise d’écailles de pangolin utilisés dans la médecine traditionnelle chinoise.

## Dénomination

### Étymologie
Le nom de genre Phataginus est dérivé de phatagen, un nom du pangolin dans une langue des Indes orientales, selon Buffon (1763), nom qu'il a traduit par phatagin en français.
L’épithète spécifique tri.cuspis vient du latin tri- « trois » (ou du grec ancien τρι- « trois »), et du latin cuspis « pointe, objet pointu » renvoyant au bord distal des écailles avec trois pointes.
En français, le nom commun pangolin vient d’un mot malais penggoling, signifiant « celui qui s’enroule ». En malais moderne, c’est teggiling. Buffon a introduit en français les termes de pangolin et de phatagin dans son Histoire naturelle (tome X) en 1763. Mais seul pangolin est demeuré dans le vocabulaire contemporain.

### Histoire de la taxonomie
Le pangolin à petites écailles a été décrit pour la première fois en 1820 par le naturaliste Constantine Samuel Rafinesque (1783-1840), autodidacte polyglotte, né à Galata (près de Constantinople) et mort à Philadelphie. Du spécimen venant de Guinée qu’il examine, il indique « queue plus longue que le corps, qui est poilu en-dessous ; pieds poilus intérieurement, à 4 longs ongles entiers et 1 court intérieur ; écaille ovales, tricuspidées, épineuses » et le nomme Manis tricuspis, Phatagin tricuspidé.
D’abord classée dans le genre Manis, l’espèce a été reclassée dans le genre Phataginus. Les raisons sont de nature morphologique et génétique,. L’autre espèce du genre Phataginus est le pangolin à longue queue (Phataginus tetradactyla). Ces deux espèces représentent les pangolins arboricoles d’Afrique.

### Synonymes
- Manis multiscutata, Gray, 1843
- Manis tridentata, Focillon, 1850
- Manis tridentata mabirae, Allen & Loveridge, 1942

## Caractéristiques

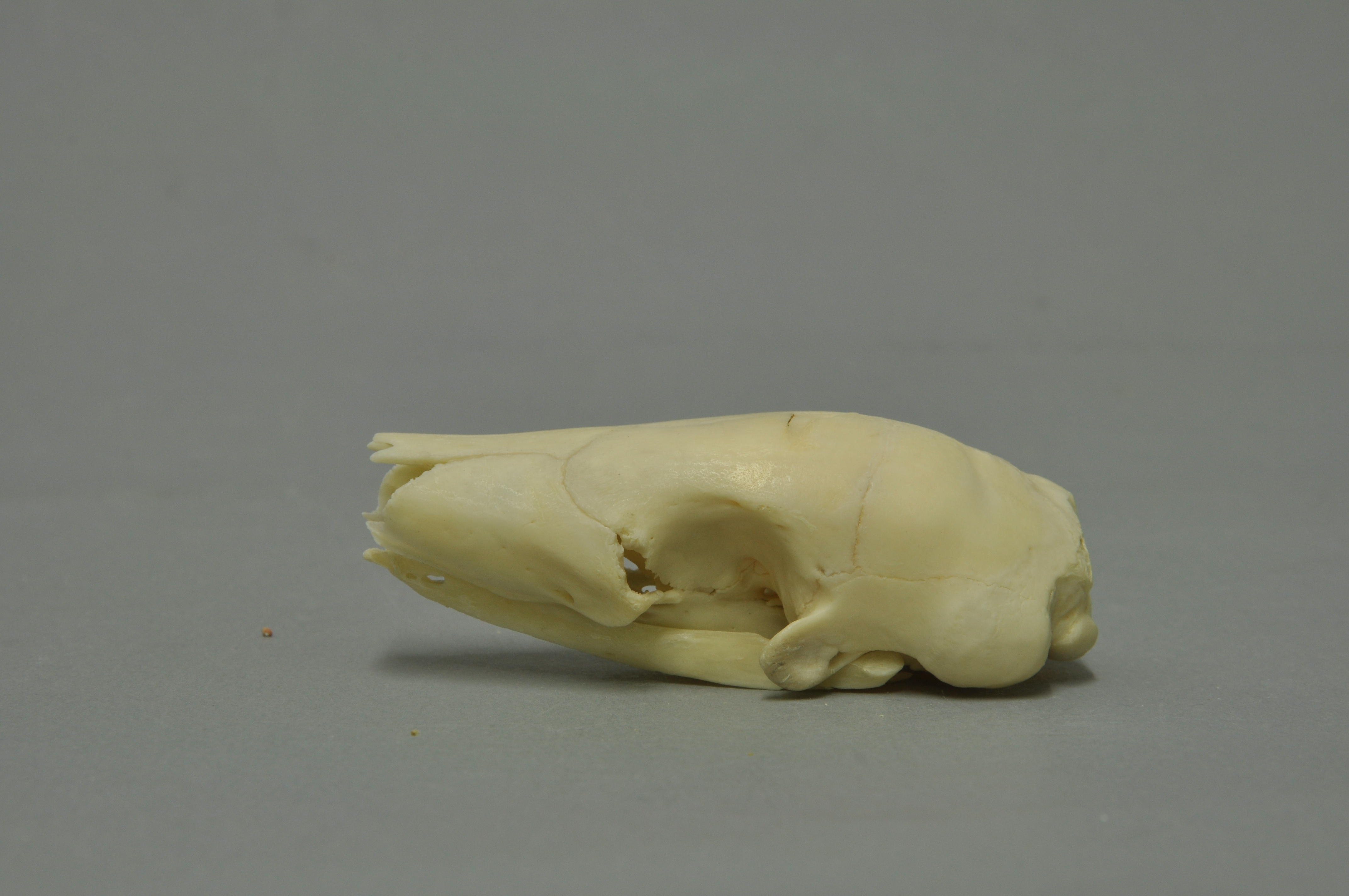
Crane de P. tricuspis

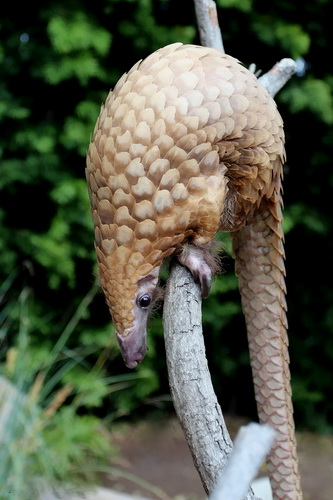
Phataginus tricuspis

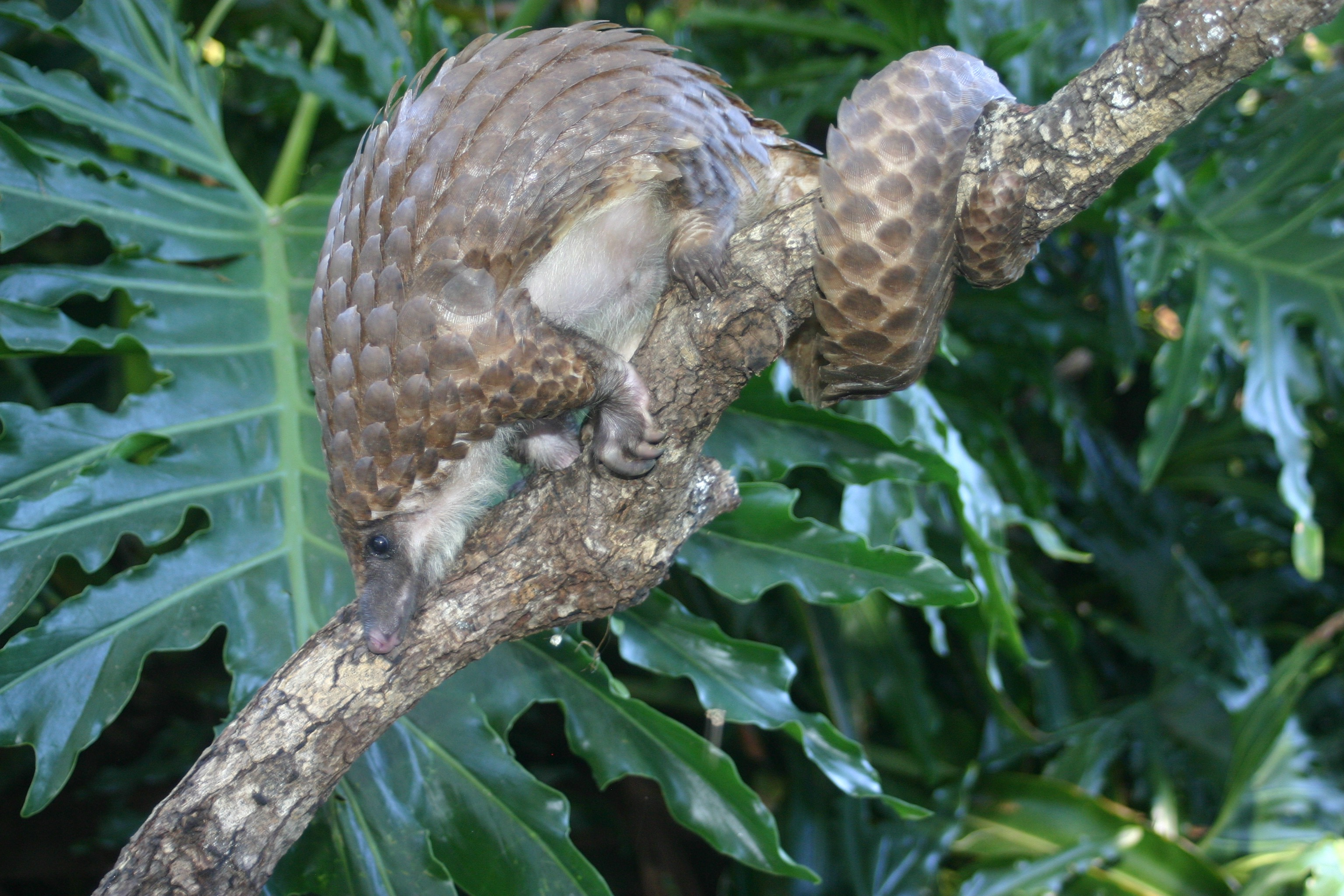
Pangolin à ventre blanc avec la queue fermement enroulée autour d'une branche

Le Pangolin à petites écailles est un petit pangolin africain, semi arboricole, pesant entre 1 et 3 kg pour une longueur totale de 100 cm :
- Masse :  la masse corporelle moyenne dans deux régions du sud-ouest du Nigeria est de 1,67 kg (intervalle 1,2 – 2,3) et de 2,36 kg (intervalle 1,74 – 2,86) pour les mâles et de 1,71 kg (1,2 - 2,2) et de 2,6 kg (1,94 – 2,88) pour les femelles[8]
- Taille :en RDC, longueur totale moyenne de 79,3 cm des mâles, et 76,8 cm des femelles
- Queue : en RDC, longueur 46,9 cm des mâles et 46,0 cm des femelles
- Vertèbres :69 dont 41 vertèbres caudales

Il est à peine plus léger que le pangolin à longue queue (Phataginus tetradactyla). Il n’y a pas de dimorphisme sexuel.
La queue très longue, représente environ 60 % de la longueur totale de l’animal. Avec une face ventrale plate et une face dorsale ronde, elle se termine par un coussinet de peau nue. Cette extrémité contient beaucoup de terminaisons de nerfs mécanorécepteurs qui lui donne une grande sensibilité pour toucher et s’agripper.
De petites écailles kératineuses, se chevauchant et croissant à partir de l’épiderme couvrent le corps. Elles s’alignent sur les faces dorsale et latérales du corps, et en partie sur les membres antérieurs et postérieurs, la queue, le cou et la tête mais elles sont absentes sur le museau, la gorge, le ventre et la face interne des membres. L’avant-bras est densément couvert de poils bruns, parfois longs. Le nombre total d’écailles est de 790 à 1140. Les plus grandes écailles, situées sur le dos, font 47 × 26 mm. Toute la surface de l’écaille est d’un couleur uniforme pouvant aller du brun gris au rougeâtre- jaunâtre-brun. L’extrémité distale peut cependant être d’un jaune pâle, en particulier pour les sujets âgés. Elle comporte trois pointes qui s’usent ou se cassent avec le temps. Les écailles sont striées et moins robustes que celles des autres espèces de pangolin. Contrairement aux pangolins asiatiques, il n’y a pas de poils qui émergent entre les écailles.
La tête dans le prolongement du cou, forme un cône allongé. La peau apparente sur le museau et autour des yeux est brun rosâtre. Les oreilles sont dépourvues de pavillons. Le ventre blanc gris pâle, est couvert de poils blancs de 20 mm de long. Cette caractéristique est à l’origine de son nom en anglais White-bellied pangolin, Pangolin à ventre blanc.
La langue de 30 cm de long est adaptée au régime de myrmécophage. De grosses glandes salivaires produisent un mucus alcalin qui est secrété à l’intérieur de l’étui où se loge la langue et sur la langue. L'estomac est comme un gésier, tapissé d'épithélium pavimenteux stratifié kératinisé et de fibres de collagène denses.
Les membres antérieurs sont légèrement plus courts que les postérieurs. Ils sont pourvus de 5 doigts. Sur le pied antérieur, le premier doigt est vestigial, les 2e, 3e et 4e ont de longues griffes, la 3e étant la plus longue, le 5e doigt provient de la base du 4e. Les membres postérieurs ont 4 longues griffes, à peu près de même longueur, la griffe interne est vestigiale.
Deux grosses glandes anales situées autour de l’anus produisent une sécrétion blanche, nauséabonde servant au marquage.
La femelle porte une paire de mamelles pectorales.
La température corporelle est régulée à 27–34 °C et fluctue avec l’activité.

## Écologie et comportement

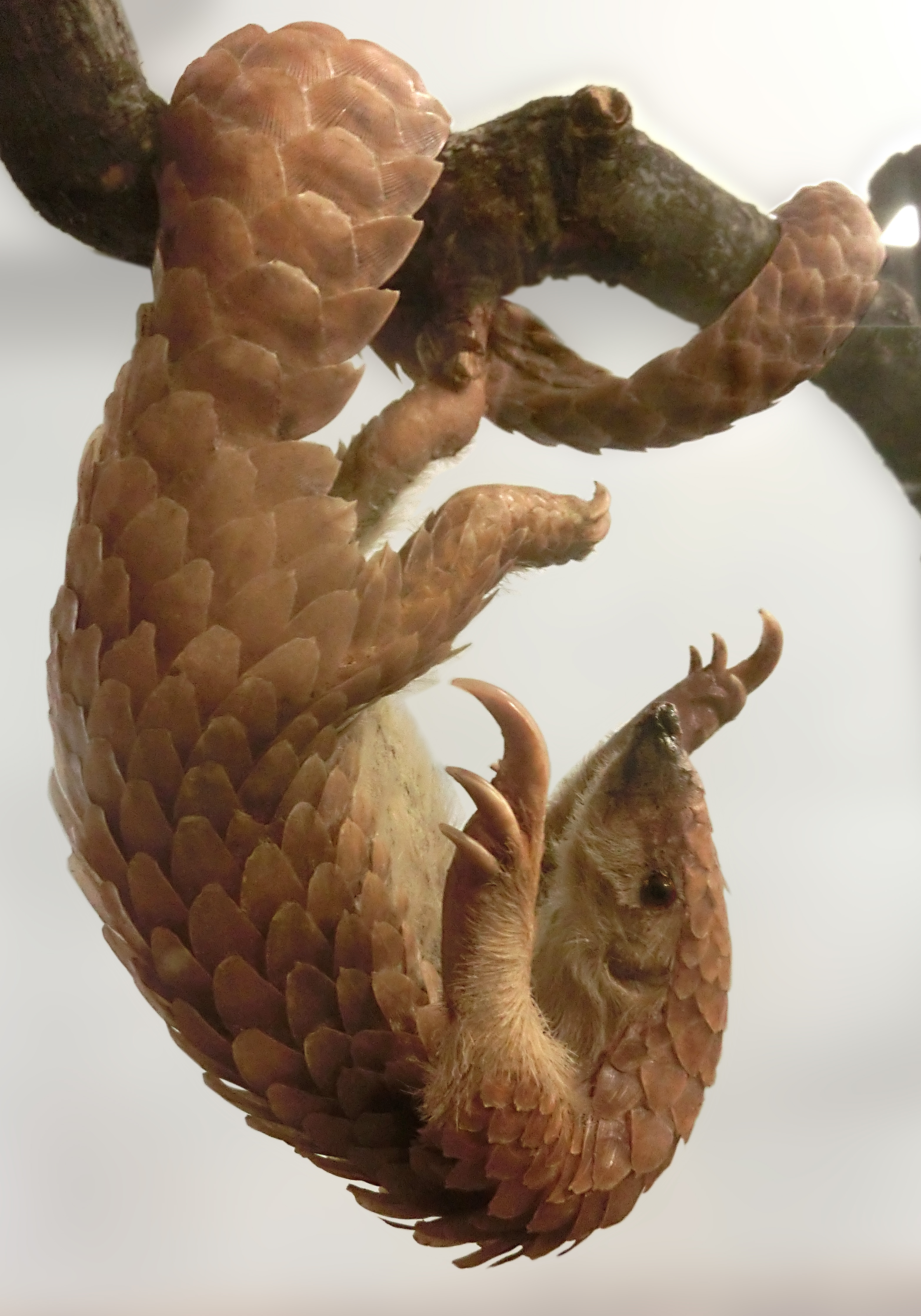
Pangolin à petites écailles, taxidermie

Élisabeth Pagès a été une pionnière de la recherche écologique sur les pangolins d'Afrique tropicale à la fin des années 1960 et 1970 - une grande partie des connaissances existantes sur l'écologie et le comportement du pangolin à écailles tricuspides découlent de ses travaux. Au Gabon, en équipant une vingtaine de pangolins d’un émetteur radio, elle a pu les suivre dans tous leurs déplacements dans une zone de 1 km2 d’une forêt primaire, et évaluer leur domaine vital, leurs périodes d’activité etc.. Les mâles occupent en général un domaine vital plus grand (de 20–30 ha) que celui des femelles (de 3–4 ha). Il recoupe jusqu’à 10 domaines de femelles, suggérant une structure sociale polygyne. Les mâles sont territoriaux : ils ont un territoire qu’ils délimitent et défendent.
Chaque nuit, chaque femelle explore seulement une partie de son domaine vital, à la différence du mâle qui traverse de larges sections de son domaine et coupe celui de plusieurs femelles. Les femelles passent moins de temps à chercher de la nourriture que les mâles et couvrent ainsi une plus petite surface; Pagès estime que les femelles parcourent en moyenne 400 m par nuit contre 700 m pour les mâles, et les mâles peuvent parcourir jusqu'à 1,8 km par nuit. Au Gabon, à la saison sèche en mai-juin, les femelles cherchent la nourriture en moyenne pendant 5 h par nuit à la saison sèche et seulement 2:45 h à la saison humide ; les mâles chassent pendant 6:45 h par nuit à la saison sèche et 3:45 h à la saison humide. Cette différence tiendrait à une plus grande abondance de proies à la saison humide, nécessitant moins de recherches pour satisfaire les besoins vitaux. Les pangolins suivent régulièrement des pistes marquées par des secrétions des glandes anales et/ou par de l’urine.
Au Gabon, Pagès a identifié deux types de terriers : 1) un terrier creusé dans le sol ou dans des termitières, de 20–30 cm, utilisé occasionnellement 2) un nid dans une cavité d’arbre ou une fourche de branches ou au milieu d’épiphytes, généralement perché à 15–20 m du sol.
Le pangolin à petites écailles repère à l’odorat les fourmilières et termitières dans les arbres ou au sol. Fourmilières et termitières ne sont pas détruites et peuvent continuer à fournir des proies. L’animal capturera aussi les fourmis se déplaçant en colonne sur les branches ou les troncs, ou bien à l’intérieur de branches ou de troncs pourris.
Il est aussi victime de prédations d’animaux plus forts que lui (pour la prédation humaine voir la section #Menaces) ou de serpents venimeux (Mamba vert de l'Ouest). Des restes de pangolins à petites écailles ont été trouvés dans les excréments de léopard (Panthera pardus) au Gabon. Les autres prédateurs probables comprennent le chat doré africain (Profelis aurata), le python des rochers africains (Python sebae), les chacals (Canis spp.), les ratels (Mellivora capensis), les chimpanzés (Pan troglodytes), les grands hiboux et peut-être les aigles.

### Comportement

#### Activité de chasse
L’espèce est nocturne et semi-arboricole, vivant au sol et dans les arbres. Elle est moins arboricole que le pangolin à longue queue. C’est aussi une espèce solitaire sauf la femelle souvent observée avec son petit, et les couples trouvés par Pagès (1965) enroulés ensemble dans des cavités d’arbres.
Au Gabon, l’espèce a été trouvée principalement en train de chercher sa nourriture au sol alors qu’au Bénin, l’espèce chasse principalement dans les arbres. Les mêmes différences s’observent aussi en RDC selon le milieu.
Durant la journée, le Pangolin à écailles tricuspides passe la majorité du temps abrité dans le creux d’un arbre, une fourche de branches ou parmi les épiphytes. C’est la nuit qu’il est actif et qu’il passe son temps à chasser. Toutefois, il a été observé que la femelle et son petit étaient actifs entre 19:00 h et 21:30 h.
Il utilise ses quatre membres pour se mouvoir au sol comme dans les arbres. Quand il marche, le poids repose principalement sur les membres postérieurs.
Pagès a estimé la vitesse au sol de 1 à 1,5 km/h. Pour grimper aux arbres, avec des membres antérieurs et postérieurs fonctionnant par paire, il s’accroche avec les griffes avant, enroule sa queue autour du tronc ou de la branche, et remontent ses pattes arrière. Sa queue musculeuse, très puissante lui sert de cinquième membre pour grimper.
Il a une mauvaise vue mais un bon odorat. Quand il a localisé une fourmilière ou une termitière, il la fourrage de ses griffes avant puis utilise sa langue gluante pour capturer ses proies.
Il marque son territoire avec de l’urine et des sécrétions de ses glandes anales. Quand il est sur une branche, il s’accroupit sur elle en laissant pendre ses membres arrière de chaque côté et en se trainant sur quelques pas, tout en, on présume, libérant de l’urine et des sécrétions des glandes anales (Alempijevic, non publié).
Quand il est menacé, il peut fuir se réfugier dans un arbre ou s’en rouler en boule.
C’est un bon nageur.

#### Reproduction
Il n’y a pas de saison pour les accouplements, la reproduction se fait en continu toute l’année. Au Gabon, les femelles observées étaient la plupart du temps gestantes,. Le comportement sexuel est élaboré. D’abord, le prélude commence par des combats ritualisés, le mâle et la femelle se font face, poitrine contre poitrine, simulant l’agression. Puis la femelle se soumet et le couple monte dans un arbre pour s’accoupler. Durant l’accouplement, les queues du couple sont entrelacées.
La femelle donne naissance en général à un seul petit. La gestation a été estimée à 140–150 jours. Mais l’observation de pangolins captifs du Zoo de Brookfield (USA), suggère une gestation de 8 mois. Ce qui suggère la possibilité d'une implantation d'embryon retardée ou d'une diapause embryonnaire, où l'embryon s’implante dans l'utérus uniquement quand les conditions sont favorables (par exemple, lorsque les proies sont abondantes). Chez les autres espèces de pangolins, d’importantes variations de durée de gestation ont aussi été observées.
À la naissance, le petit pèse environ 100 g et fait 29 cm de long. La peau est rose et sans poils, sauf un anneau autour des yeux. Comme avec d'autres espèces de pangolins, la mère dormira enroulée autour du petit, ce qui facilite l'allaitement, mais la nuit elle partira seule pour se nourrir. Au cours de la semaine qui suit la mise bas, la femelle en œstrus s’accouple à nouveau, elle est donc en gestation durant presque toute la période d’allaitement et de soins maternels. Puis le petit accompagne sa mère lors des sorties de chasse, en se fixant sur la base de sa queue. Les jeunes deviennent indépendants à l’âge de 3 à 5 mois, ce qui peut correspondre à la nouvelle mise bas. Ils errent alors sur de grandes surfaces avant qu’un domaine vital soit établi. Ils atteignent l’âge adulte vers 18 mois.

## Habitat
Le Pangolin à écailles tricuspides habite principalement des forêts tropicales humides de plaine et des forêts secondaires mais aussi des mosaïques savane-forêt, et des forêts riveraines. On le trouve aussi dans les plantations commerciales de teck (Tectona grandis), des jachères. Une étude s’appuyant sur les enregistrements de pièges photographiques sur plusieurs sites, a estimé une probabilité d'occupation plus élevée en dehors des zones protégées. L’espèce serait donc adaptable aux milieux modifiés et dégradés.

## Population
Le Pangolin à petites écailles est l’espèce de pangolin la plus fréquemment rencontrée en Afrique tout en étant peu commun dans son aire de répartition. Il y a peu d’études sur son abondance. Au Bénin dans la Réserve forestière Lama, Akpona et al. estiment la densité à 0,84 individu/km2 en saison sèche, en forêt naturelle et plantation de monoculture.

Distribution

La plupart des autres témoignages suggèrent que l'espèce est en déclin. Au Ghana, les chasseurs dans les forêts de la Haute-Guinée, des villages de la région d'Ashanti, ont signalé en 2011 que les pangolins à petites écailles étaient rares, bien qu'ils soient considérés comme communs par plus de 70% des chasseurs (n = 35) dans la zone traditionnelle d'Akposa dans la région de la Volta. Les chasseurs du sud Bénin, du Nigeria, de l’Ouganda, du Ghana et de Guinée ont tous déclaré que l’espèce devenait rare.

## Répartition
Phataginus tricuspis  est largement distribué en Afrique de l’Ouest et en Afrique centrale. L’espèce est présente en Guinée-Bissau, Guinée, Sierra Leone, Liberia, Côte d’Ivoire, Ghana et elle est peu observée au Togo et Bénin, puis vers l’est, les publications sont anciennes pour le sud Nigeria, le Cameroun, la Guinée équatoriale, le Gabon, la République du Congo. Elle est aussi présente en Centrafrique, République démocratique du Congo, Burundi, Rwanda, Ouganda et au sud en Angola.

## Relation avec l’homme

### Statut

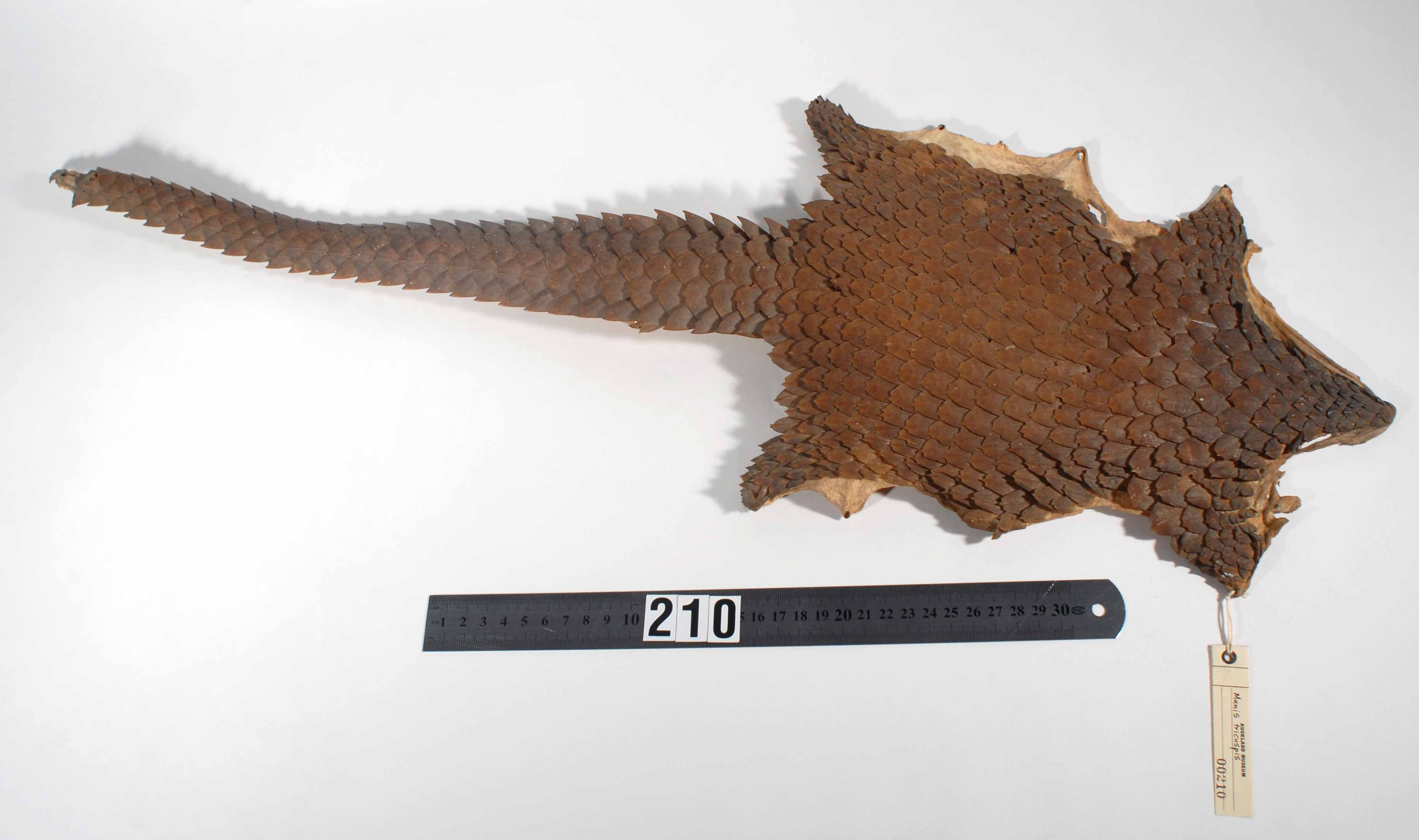
Peau et écailles de Phataginus tricuspis

Le Phataginus tricuspis  a été catégorisé comme une « espèce en danger d'extinction » sur la Liste rouge des espèces menacées de l’IUCN, en 2019. À part en Ouganda où il a été montré que l’espèce est en danger, aucune autre évaluation précise de son statut n’a été menée.
Comme les autres espèces de pangolins, cette espèce est dans l’Annexe I de la CITES dont le commerce international est interdit.

### Menaces

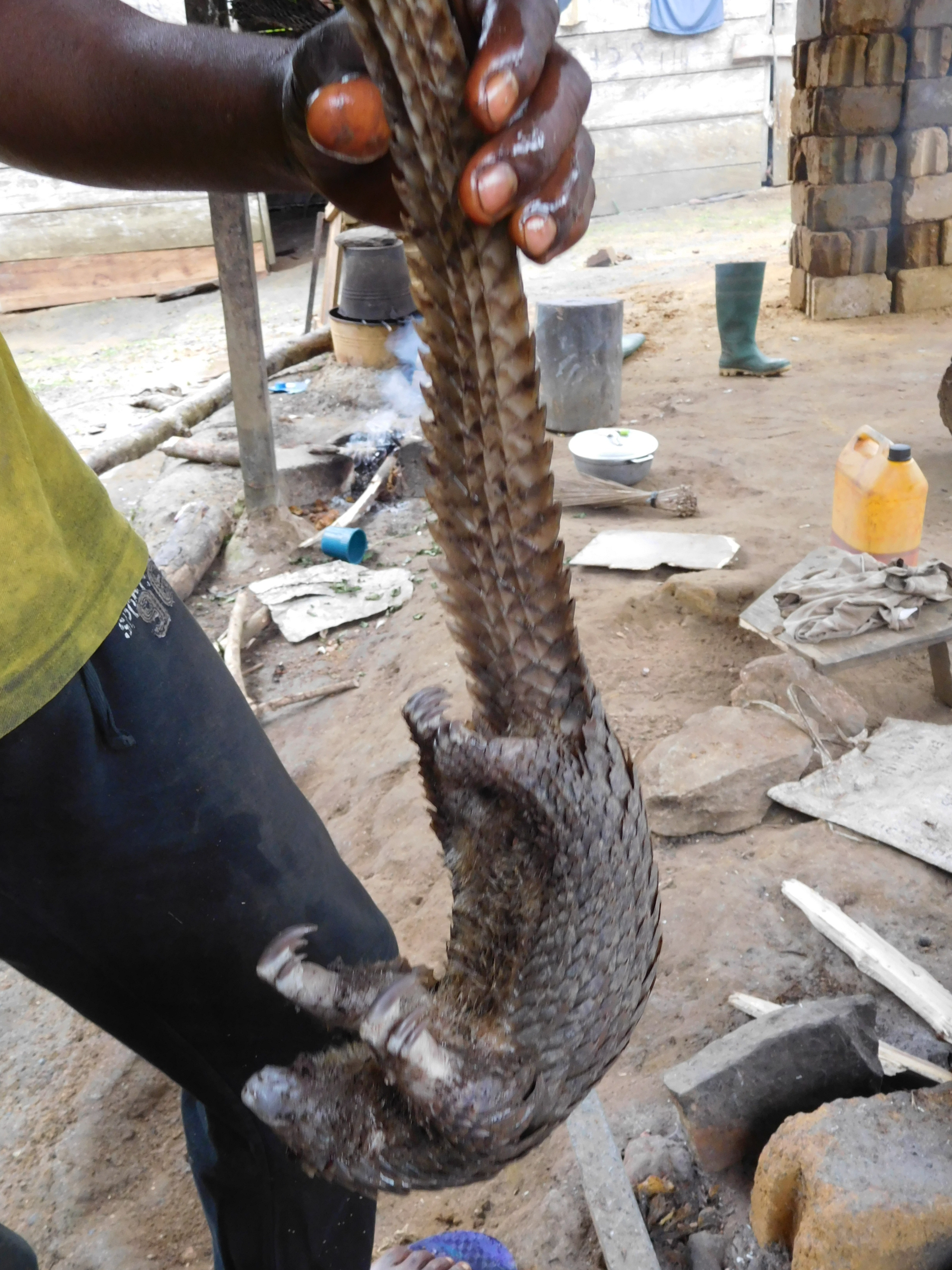
Cuisson de pangolin au Cameroun (Ngog-Mapubi, région du Centre)

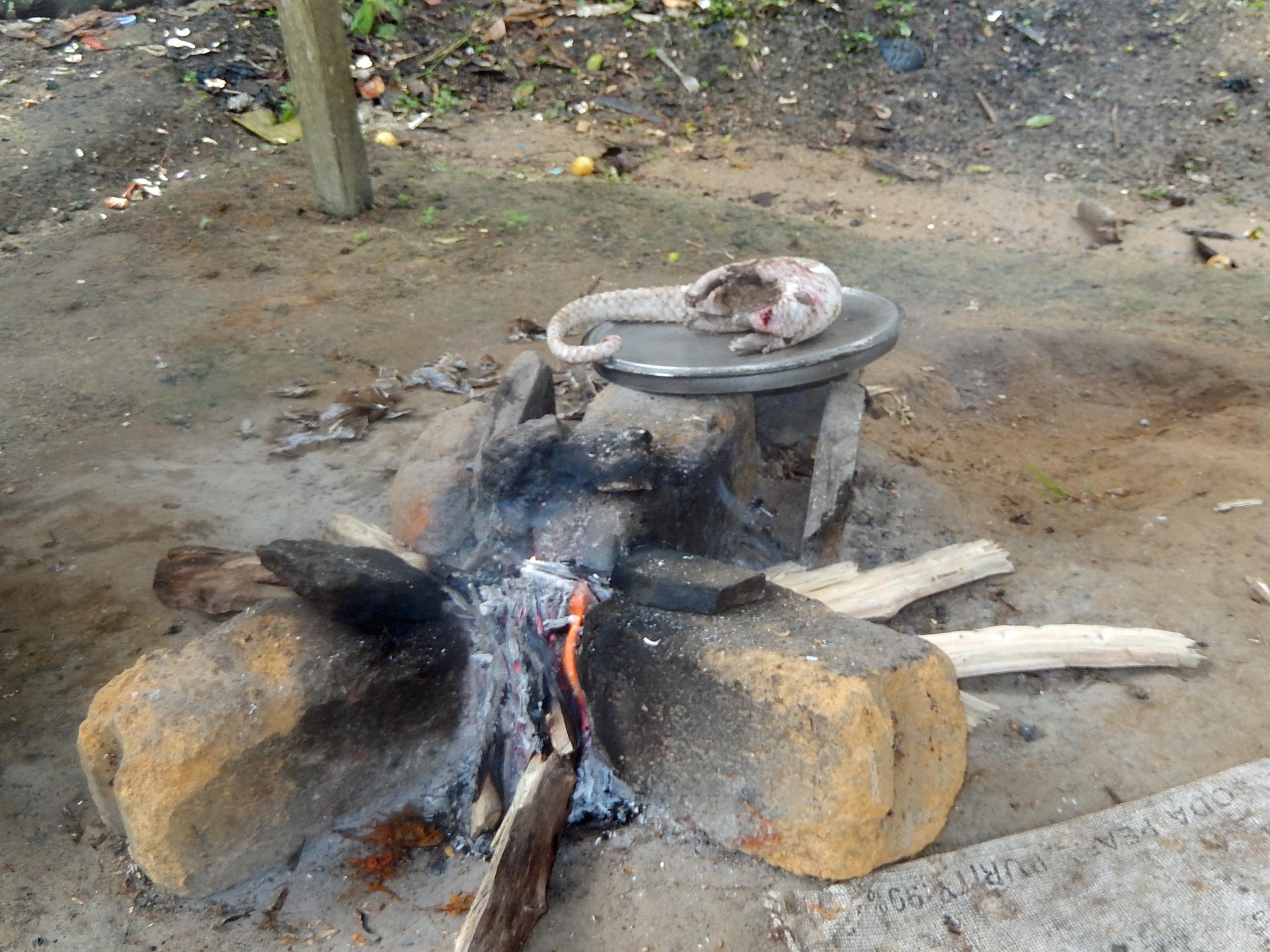
Cuisson du pangolin au Cameroun

Les principales menaces pesant sur Phataginus tricuspis sont la destruction ou l’altération de l’habitat et la surexploitation locale ou internationale destinée à la Chine.
La destruction et la dégradation des forêts tropicales d’Afrique de l’Ouest et du Centre a constitué historiquement une menace importante du pangolin à petites écailles. En Côte d’Ivoire et au Ghana, la perte de la couverture forestière naturelle est très élevée. Les responsables de cette dégradation sont le développement des exploitations forestières, des zones agricoles, et des plantations en monoculture de palmiers à huile et de cacaotiers et bien sûr du développement urbain.
Mais une chasse non soutenable et le trafic international sont des menaces majeures. Le pangolin est vendu comme viande de brousse dans de nombreux marchés et sur le bords des routes et il est aussi commercialisé à des fins médicales. Ainsi en Centrafrique, il a été estimé qu’entre 420 000 et 2,7 millions de pangolins ont été tués par an entre 1975 et 2014, et principalement le pangolin à écailles tricuspides. Et sur toutes les prises de chasse, la proportion de pangolin ne cesse d’augmenter.
Différentes parties du pangolin à petites écailles sont utilisées comme remède traditionnel.
Depuis 2010, le trafic de pangolins vers la Chine a commencé à se développer. Les écailles de pangolins à écailles tricuspides sont envoyées à partir de la RDC et de la République du Congo vers la Chine en réponse à la demande de la médecine traditionnelle chinoise.
Le trafic de pangolins est connu pour être mené par des groupes criminels organisés à la recherche de profits financiers. En Asie et en Afrique, les communautés rurales chassent ou braconnent les pangolins et stockent les animaux et leurs écailles dans des maisons privées de village. Ces produits sont ensuite collectés périodiquement par des intermédiaires, et après être passés par différents niveaux de commerçants ou d'intermédiaires aboutissent sur les marchés de consommateurs chinois.